# 外澳金斗公廟
24°53′38″N 121°51′28″E / 24.893804°N 121.857689°E
外澳金斗公廟，是位於臺灣宜蘭縣頭城鎮外澳里、臺2線旁的有應廟，當地的黑鯛磯釣場即以此廟為名。

## 簡介
外澳金斗公廟位在頭城外澳海濱的臺2線旁，昔日為往來台北宜蘭的古道處，建於1870年代，門牌為588號，一直由鄰旁的吳姓家族管理。

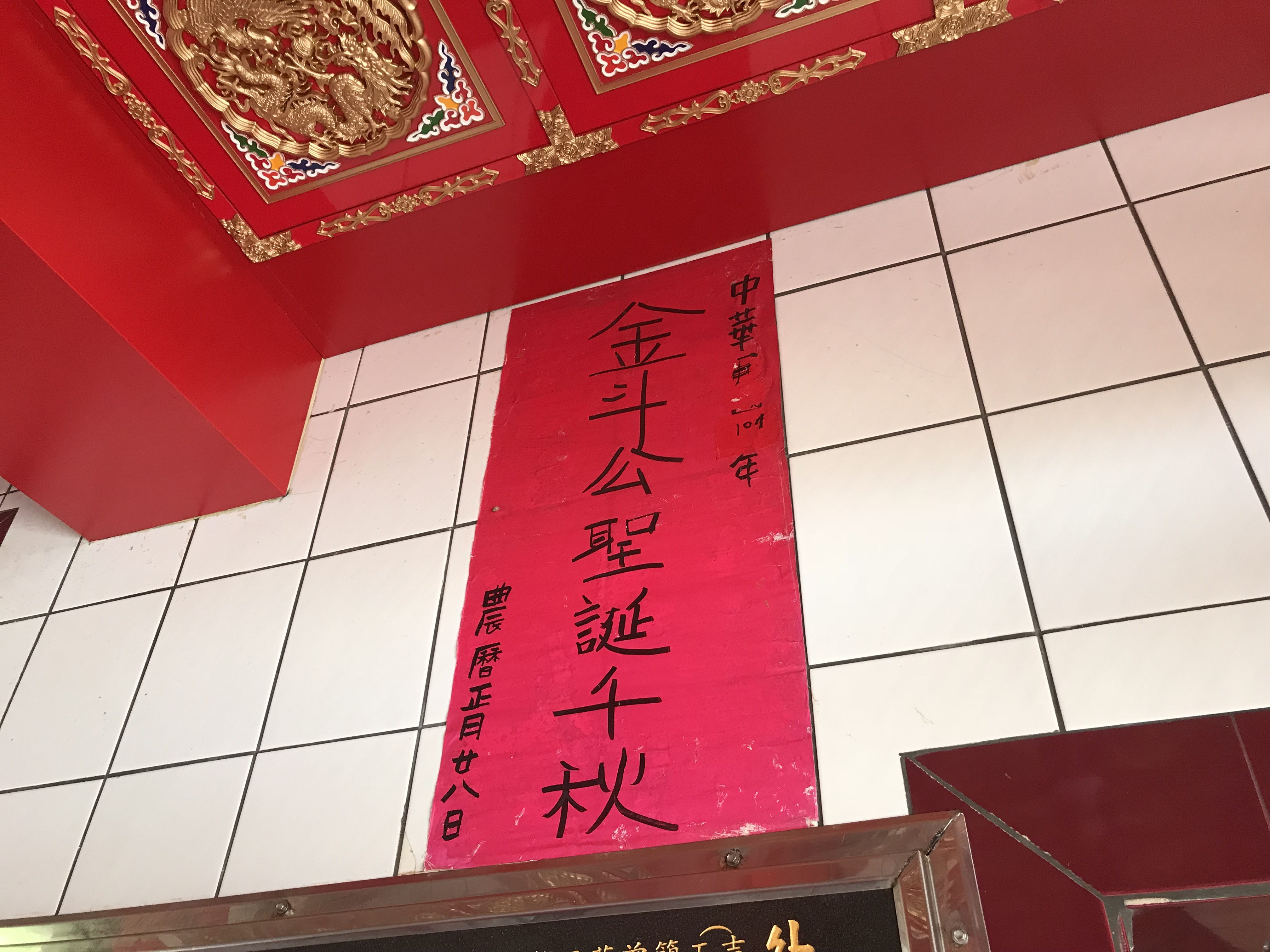
金斗公祭祀日

據第八代管理員謝錦敏表示，早先是人們將外澳海邊的七具海難罹難者收置於金斗甕裡，後因香火旺盛而建廟。相傳此廟對從事捕魚、畜養以及風月工作者所許的願特別靈驗，人們會拿該廟令旗回去祈福。謝錦敏說劉明燈曾在此下轎祭拜。光緒六年（1880年），傅德柯贈「有求必應」匾。
當地的黑鯛磯釣場用「金斗公」為名。
據說有數次的道路擴建，皆有意拆除該廟，但都未成。1967年，在信徒捐資下，就地依山勢，保留原廟，興建大廟，形成廟中廟。廟身背山面海，廟前有岩石擋住。
當地的「金斗公」為名的釣場該地海域屬礁、砂交匯，吸引了許多烏魚和黑鯛前來攝食，釣客可由龜山車站、外澳車站、國光客運金斗公站到達。因此地海潮線很接近北部濱海公路，危及緊鄰外澳里的此廟和住戶安全，省水利局在1996年11月14日召開說明會，決定興建海堤，並規定於海堤區的現有建築不得新建或改建。